# Omyłka (nowela)
Omyłka – nowela Bolesława Prusa. Opublikowana została po raz pierwszy na łamach czasopisma „Kraj” (14 grudnia 1884 – 4 stycznia 1885). Pierwsze wydanie książkowe ukazało się w 1888 r.

## Treść
Akcja toczy się w małym miasteczku w przededniu oraz w trakcie powstania styczniowego.
Narrator opowiada o czasach swojego dzieciństwa, kiedy miał siedem lat i na opisywane wydarzenia patrzy raz okiem siedmiolatka, a raz człowieka dorosłego. Był to celowy zabieg autora, by ochronić swój utwór przed ingerencją cenzury carskiej. 
Matka narratora, kobieta przedwcześnie owdowiała, samotnie wychowywała dwóch synów: narratora oraz jego starszego brata – Władka. Cieszyła się dużym autorytetem w miasteczku. Jej dom był miejscem spotkań miejscowej inteligencji, prowadzącej rozmowy polityczne. Niedaleko domu matki stała chata, gdzie mieszkał starszy człowiek, od którego wszyscy stronili, uważając go za zdrajcę i szpiega.
Kiedy wybucha powstanie, Władek zaciąga się do oddziału i słuch po nim ginie. W pobliżu miasteczka dochodzi do bitwy, którą powstańcy przegrywają. Rannego Władka do domu przynosi ów sąsiad, którego wszyscy uważali za szpiega. Dochodzi do ostrej dyskusji między nim, a obecnym w domu nauczycielem, działaczem niepodległościowym. Rzekomy szpieg zarzuca nauczycielowi, że nazwano go zdrajcą tylko dlatego, że nie wierzył w zwycięstwo powstania i w pomoc krajów zachodnich. Kiedy wzywał do zaniechania bezowocnej walki uznano, że jest szpiegiem, a przecież to on miał rację. Matka obiecuje, że od tej pory może zawsze na nich liczyć. 
Parę godzin później dowiadują się, że człowiek ten został powieszony przez powstańców.